# Kráľová nad Váhom
Kráľová nad Váhom (bis ins 19. Jahrhundert slowakisch „Kráľová“; deutsch Waagkönigsdorf, ungarisch Vágkirályfa – bis 1873 Vágkirályfalu) ist eine Gemeinde im Okres Šaľa innerhalb des Nitriansky kraj in der Slowakei mit etwa 1700 Einwohnern.

## Geographie
Die Gemeinde liegt im slowakischen Donautiefland am Unterlauf des längsten slowakischen Flusses Waag, an deren rechtem Ufer. Oberhalb der Gemeinde ist der Fluss im Kráľová-Stausee verstaut. Kráľová nad Váhom ist drei Kilometer von Šaľa und 60 Kilometer von der Hauptstadt Bratislava entfernt.

## Geschichte

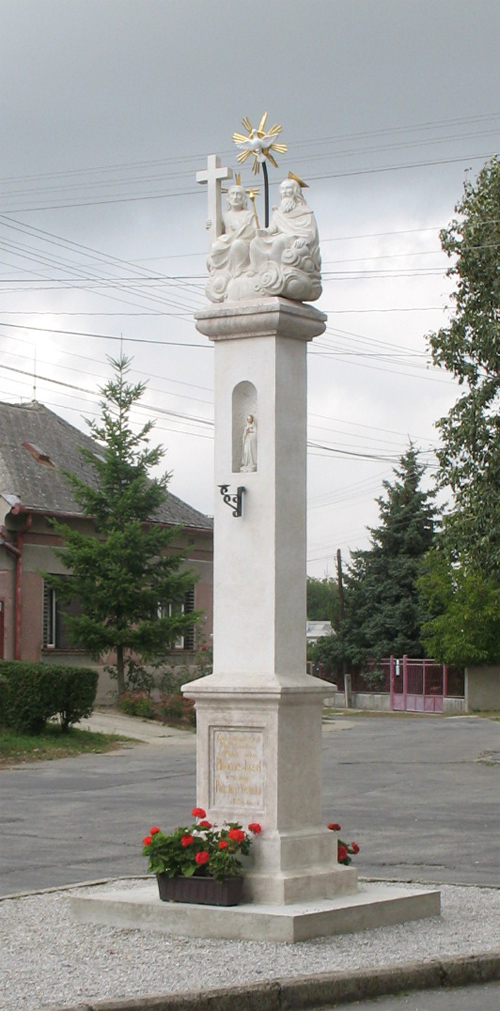
Säule der Dreifaltigkeit im Ort

Der Ort wurde zum ersten Mal in einer Urkunde aus dem Jahr 1002 als Terra Wag, was allerdings eine Bezeichnung für weitere Gegend war, schriftlich erwähnt. Irrtümlicherweise wird die Erwähnung in den Zoborer Urkunden aus dem Jahr 1113 als Crali dem Ort zugeordnet, bezieht sich jedoch auf den Ort Horná Kráľová. 1252 wird jedoch im Ort eine Eclessia in honorem betae Elisabeth, also Pfarrei der Hl. Elisabeth erwähnt.
Während der Türkenkriege blieb der Ort zwar im nicht besetzten Teil Ungarns, wurde aber mehrmals in Mitleidenschaft gezogen. Neben der Landwirtschaft war auch Mühlenbetrieb anwesend; 1715 sind drei Mühlen an der Waag belegt. 1888 begann man mit dem Bau der Deiche entlang der Waag, die in der Vergangenheit mehrmals den Ort überflutete.
Bis 1919 lag der Ort im Komitat Neutra innerhalb des Königreichs Ungarn und kam danach zur neu entstandenen Tschechoslowakei. 1938 bis 1945 gehörte er aufgrund des Ersten Wiener Schiedsspruchs noch einmal zu Ungarn.

## Bevölkerung
| Jahr                | 1994 | 2004    | 2014    | 2024    |
| ------------------- | ---- | ------- | ------- | ------- |
| Anzahl der Personen | 1498 | 1574    | 1724    | 1857    |
| Unterschied         |      | +5,07 % | +9,52 % | +7,71 % |

| Jahr                | 2023 | 2024    |
| ------------------- | ---- | ------- |
| Anzahl der Personen | 1863 | 1857    |
| Unterschied         |      | −0,32 % |